# Ali Adnan Kadhim
Ali Adnan Kadhim Nassir Al-Tameemi (en arabe : علي عدنان كاظم التميمي), né le 19 décembre 1993 est un footballeur international irakien. Il évolue actuellement au poste d'arrière gauche.

## Biographie
Le 14 septembre 2013, lors d'un match comptant pour la 4e journée du championnat de Turquie, Ali Adnan inscrit un splendide coup franc en pleine lucarne des 40 mètres, comparé par la presse à ceux qu'a pu inscrire en son temps Roberto Carlos. Il contribue ainsi à la victoire 5-2 de son équipe.
Selon la presse, Ali Adnan aurait en juin 2014 renoncé à des vacances à Miami avec ses coéquipiers de Çaykur Rizespor pour s'engager à Bagdad dans l'armée irakienne contre l'EIIL, en forte progression en Irak à l'époque. Cependant, un porte-parole de son club confirme que le joueur se trouve bien à Bagdad mais uniquement pour des vacances en famille, affirmant ne pas être au courant d'un quelconque enrôlement dans l'armée.
À l'été 2015, Ali Adnan est transféré à l'Udinese. Cela fait de lui le premier Irakien à évoluer en Serie A.
Le 9 mars 2019, il est prêté jusqu'en juin 2019 à la franchise de MLS des Whitecaps de Vancouver.
Le 5 novembre 2021, libre de tout contrat, il s'engage en faveur du club danois du Vejle BK.

## Statistiques

### Buts internationaux
| 0   | Date             | Lieu                                                | Compétition                          | Résultat | Adversaire     | Détail | Détail             | Détail | Sél. |
| --- | ---------------- | --------------------------------------------------- | ------------------------------------ | -------- | -------------- | ------ | ------------------ | ------ | ---- |
| 1er | 5 mars 2014      | Stade de Sharjah, Charjah, Émirats arabes unis      | Éliminatoires Coupe d'Asie 2015      | V 3-1    | Chine          | 58e    | du pied gauche     | 3-1    | 22e  |
| 2e  | 3 septembre 2015 | Stade Shahid Dastgerdi (en), Téhéran, Iran          | Éliminatoires Coupe du monde 2018    | V 5-1    | Taipei chinois | 37e    | du pied droit      | 1-0    | 35e  |
| 3e  | 24 mars 2016     | Stade Shahid Dastgerdi (en), Téhéran, Iran          | Éliminatoires Coupe du monde 2018    | N 2-2    | Thaïlande      | 90+4e  | du pied gauche     | 2-2    | 39e  |
| 4e  | 8 janvier 2019   | Stade Cheikh Zayed, Abou Dhabi, Émirats arabes unis | Premier tour de la Coupe d'Asie 2019 | V 3-2    | Viêt Nam       | 90+1e  | c.f du pied gauche | 3-2    | 61e  |
| 6e  | 10 octobre 2019  | Basra Sports City Stadium, Bassorah, Irak           | Éliminatoires Coupe du monde 2022    | V 2-0    | Hong Kong      | 79e    | s.p du pied gauche | 2-0    | 66e  |
| 7e  | 17 novembre 2020 | The Sevens Stadium, Dubaï, Émirats arabes unis      | Match amical                         | V 1-2    | Ouzbékistan    | 85e    | s.p                | 1-2    | 73e  |

- À noter que son but contre la Thaïlande est en réalité un but contre son camp de Koravit Namwiset (en)[8], la FIFA ayant néanmoins décidé d'attribuer le but à Ali Adnan[9], considérant que sa frappe était cadrée.